# Ezerce, Razgrad
Ezerce (în bulgară Езерче) este un sat în comuna Țar Kaloian, regiunea Razgrad,  Bulgaria. 

## Demografie
Componența etnică a satului Ezerce
     Turci (91,88%)
     Bulgari (5,87%)
     Nicio identificare (2,24%)
     Altele (0,49%)
La recensământul din 2011, populația satului Ezerce era de 2.008 locuitori. Din punct de vedere etnic, majoritatea locuitorilor (91,88%) erau turci, cu o minoritate de bulgari (5,87%). Pentru 2,24% din locuitori nu este cunoscută apartenența etnică.